# Xã Antelope Lake, Quận Pierce, Bắc Dakota
Xã Antelope Lake (tiếng Anh: Antelope Lake Township) là một xã thuộc quận Pierce, tiểu bang Bắc Dakota, Hoa Kỳ. Năm 2010, dân số của xã này là 30 người.